# دیلن مورن
دیلن موران (انگلیسی: Dylan Moran؛ زادهٔ ۳ نوامبر ۱۹۷۱) هنرپیشه اهل جمهوری ایرلند است. از فیلم‌هایی که وی در آن نقش داشته است می‌توان به ناتینگ هیل، شان می‌میرد و کالواری اشاره کرد.